# Ehsan Hajsafi
Ehsan Hajsafi (en persan : احسان حاجی صفی), né le 25 février 1990 à Kachan en Iran, est un footballeur international iranien. Il joue au poste d'arrière gauche et plus rarement à celui de milieu de terrain.

## Biographie

### Début en Iran (2006-2015)
Il a commencé sa carrière au Zob Ahan en 2000 et a quitté le club en 2006 pour rejoindre le Sepahan Ispahan. Il a été extrait avec Luka Bonačić pour l'Académie de la jeunesse de Sepahan. Hajsafi joué deux matchs depuis en 2007 le début Coupe du monde des clubs de la FIFA 2007 et a été un régulier pour Sepahan au cours des dernières saisons. Sepahan est arrivé deuxième en 2007 AFC Champions League.
Dans la dernière rencontre du championnat 2007-2008 contre Persepolis, Hajsafi marque un but pour Sepahan mais Persépolis marque le but de la victoire dans le temps additionnel et remporte le titre. Lors de la saison 2009-2010, il prolonge son contrat avec Sepahan pour deux autres années.
En juin 2011, Hajsafi signe un contrat de prêt de la conscription de la moitié de l'année avec Tractor Sazi, le réunissant avec l'ancien entraîneur Amir Ghalenoei. Tractor Sazi a terminé deuxième dans la ligue, leurs meilleurs résultats dans l'histoire du club. Son contrat avec Tractor terminé en janvier 2012, et il est retourné à Sepahan.
Il est retourné à Sepahan en janvier 2012, a commencé cette fois avec l'entraîneur Zlatko Kranjčar. Il a remporté la Coupe d'Iran de football avec l'équipe et a prolongé son contrat avec Sepahan pour deux saisons à la fin de la saison. En août 2014, après la fin de son contrat Hajsafi était proche de signer avec le côté Championnat Fulham Football Club, mais la transaction a échoué en raison de travailler les questions de permis. Hajsafi renvoyé en Iran et a prolongé son contrat pour deux saisons avec Sepahan.

### Découverte de l'Europe avec le FSV Francfort (2015-2016)
Le 30 août 2015, Hajsafi rejoint le FSV Francfort dans la 2e Bundesliga avec un contrat de deux ans. Il fait ses débuts de ligue le 13 septembre 2015 comme remplaçant contre Eintracht Brunswick. Après la relégation du club en fin de saison, il quitte le club pour l'Iran.

### Carrière internationale
Le 1er juin 2014, il fait partie de la liste des 23 joueurs iraniens sélectionnés pour disputer la coupe du monde au Brésil. Il dispute trois rencontres. Puis, le 30 décembre 2014, il fait partie de la liste des 23 joueurs iraniens sélectionnés pour disputer la coupe d'Asie en Australie.
En juillet 2017, le Paniónios dispute un match aller contre le club israélien du Maccabi Tel-Aviv dans le cadre du troisième tour qualificatif de la Ligue Europa 2017-2018. Hajsafi et son compatriote et coéquipier Masoud Shojaei ne participent pas à la rencontre. Au match retour, le 3 août, ils participent à la rencontre (l'Iran ne reconnaît pas l'existence de l'État d'Israël). Le 10 août 2017, Mohammad Reza Davarzani, ministre adjoint des sports iraniens, déclare à la télévision publique iranienne que les deux joueurs ne seraient plus jamais invités en sélection. Cependant, la fédération d'Iran de football déclare plus tard qu'elle examinerait l'affaire et prendrait une décision après avoir parlé avec les deux joueurs. Le 30 août, son interdiction de jouer avec la sélection est annulée après avoir posté un message religieux sur son Instagram.
Le 4 juin 2018, il fait partie de la liste des 23 joueurs iraniens sélectionnés pour disputer la coupe du monde en Russie. Le 15 juin 2018, c'est son coup franc, pourtant anodin, tiré dans les arrêts de jeu du match Maroc - Iran, qui provoque le contre son camp "miraculeux" de Bouhaddouz. Un but qui permet aux iraniens de croire jusqu'au bout à une qualification historique en huitième de finale de coupe du monde (en 4 participations à partir de 1978, la Team Melli n'a jamais réussi à dépasser le premier tour de la compétition). Cependant les hommes de Carlos Queiroz s'y prennent mal, encaissant un but malheureux (un mauvais dégagement de Ramin Rezaeian rebondit sur la jambe droite de Diego Costa avant d'entrer dans le but iranien) face à l'Espagne (défaite 1-0) et n'arrivant pas à défaire le Portugal (match nul 1-1), Mehdi Taremi ayant envoyé la balle de match (2-1) dans le petit filet extérieur de Rui Patricio, battu sur cette action à la quatre-vingt-quatorzième minute.
Le 13 novembre 2022, il est sélectionné par Carlos Queiroz pour participer à la Coupe du monde 2022.

## Palmarès

### En club
- Avec le Sepahan Ispahan
  - Finaliste de la Ligue des champions de l'AFC en 2007
  - Vainqueur de la coupe d'Iran en 2006, 2007 et 2013

### Distinctions personnelles
- Élu meilleur jeune joueur de la saison 2008
- Nommé dans l'équipe type de la saison 2012 et 2017

## Statistiques

### Buts en sélection
Le tableau suivant liste tous les buts inscrits par Ehsan Hajsafi avec l'équipe d'Iran.